# Il prezzo del pericolo
Il prezzo del pericolo (Le prix du danger) è un film del 1983 diretto da Yves Boisset.
Il film è basato sul racconto di fantascienza The Prize of Peril (1958) di Robert Sheckley. Dal medesimo racconto sono stati tratti i film Das Millionenspiel (1970) e L'implacabile (1987).

## Trama
Ambientato in epoca imprecisata, Il prezzo del pericolo è il nome di un popolare gioco televisivo trasmesso dall'emittente CTV. Lo scopo del gioco è semplice: il concorrente, inseguito da cinque killer professionisti con l'incarico di ucciderlo, deve riuscire a sopravvivere con ogni mezzo.
Il premio, che nessuno è riuscito a vincere, ammonta a un milione di dollari. Le cose cambiano quando il giovane disoccupato François Jacquemard, nonostante i dubbi della fidanzata, decide di partecipare al gioco.